# Dmitrij Safronov (1981)
Dmitrij Olegovič Safronov (in russo Дмитрий Олегович Сафронов?; 8 ottobre 1981) è un maratoneta russo.

## Palmarès

### Europei
- 1 medaglia:
  - 1 bronzo (Barcellona 2010 nella maratona)